# Futbol'nyj Klub Lokomotiv Moskva 2023-2024
Questa voce raccoglie le informazioni riguardanti la Lokomotiv Moskva nelle competizioni ufficiali della stagione 2023-2024.

## Stagione
La stagione 2023-2024 vede la 32ª partecipazione alla Prem"jer-liha per la Lokomotiv Mosca, che conferma in panchina il tecnico Michail Galaktionov. La squadra di Mosca, dopo aver concluso il campionato precedente in ottava posizione, non si qualifica a nessuna competizione europea fermo restando che la UEFA ha bloccato le partecipazioni di squadre russe in seguito all'invasione russa dell'Ucraina del 2022. Il primo incontro della stagione si è disputato il 22 luglio e ha visto di fronte il Rubin alla RŽD Arena (2-2).
Il 3 ottobre, grazie alla vittoria per 3-1 in casa col Rostov, la squadra di Galaktionov si qualifica ai quarti di finale di Coppa di Russia. Il 1º novembre con la vittoria per 3-0 sul Rubin, la Lokomotiv chiude il girone di coppa in prima posizione. L'11 novembre si conclude il girone di andata con la Lokomotiv Mosca che batte per 2-1 l'Achmat Groznyj. Il girone di ritorno si apre col pareggio per 3-3 in casa del Kryl'ja Sovetov Samara, subito al dodicesimo minuto di recupero. Il 14 marzo la Lokomotiv esce ai rigori dal percorso RPL di coppa nazionale per mano del Baltika.
Il 3 aprile la squadra di Galaktinov viene eliminata definitivamente dalla coppa di Russia, per mano dell'Ural (1-0). Il 25 maggio si conclude la stagione della Lokomotiv Mosca con la vittoria esterna per 3-1 sul campo del Baltika.

## Maglie e sponsor
Lo sponsor ufficiale per la stagione 2023-2024 è RŽD.
|  | Casa |  | Trasferta |  | Terza maglia |  |

## Organigramma societario
Dal sito internet ufficiale della società.
Area direttiva
- Presidente: Vasilj Kiknadze
- Direttore esecutivo: Vladimir Koroktov
- Direttore sportivo: Thomas Zorn

Area tecnica
- Allenatore: Michail Galaktionov

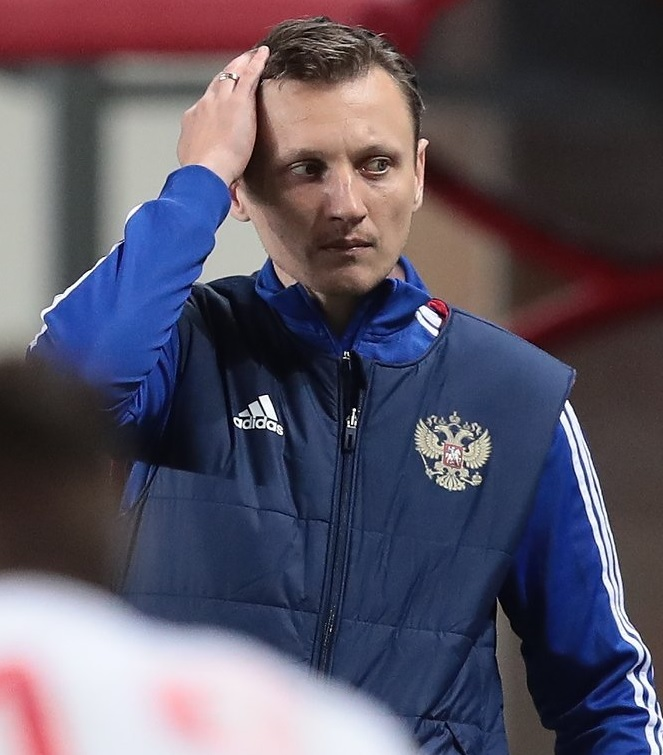
Michail Galaktionov, allenatore della Lokomotiv Mosca

- Allenatore in seconda: Dmitrij Los'kov
- Allenatore in terza: Oleg Pašinin
- Allenatore dei portieri: Zaur Chapov
- Assistenti: Valeri Klimov, Oleg Lëvin
- Preparatore atletico: Sergej Alexeev, Lucio Da Silva

Area medica
- Responsabile fisioterapia e riabilitazione: Martin Hämmerle
- Fisioterapisti: Sergej Semakin, Juan Alberto Pinar Sans
- Massaggiatori: Andrej Osmanov, Oleg Novikov
- Medico sportivo: Igor' Kaljužn'ij
- Riabilitazione: Andrej Kuznecov, Aleksej Miglo

Area amministrativa
- Team manager: Eduard Schnorr
- Traduttore: Murat Sasiev, Dmitrij Krajtor
- Amministrazione: Aleksandr Krumin, Stanislav Mitrochin

Pubbliche relazioni
- Commercializzazione amministratore: Anatolij Maškov
- Membro ufficio stampa: Vladimir Konjuchov
- Operatore: Boris Dzgoev

## Rosa

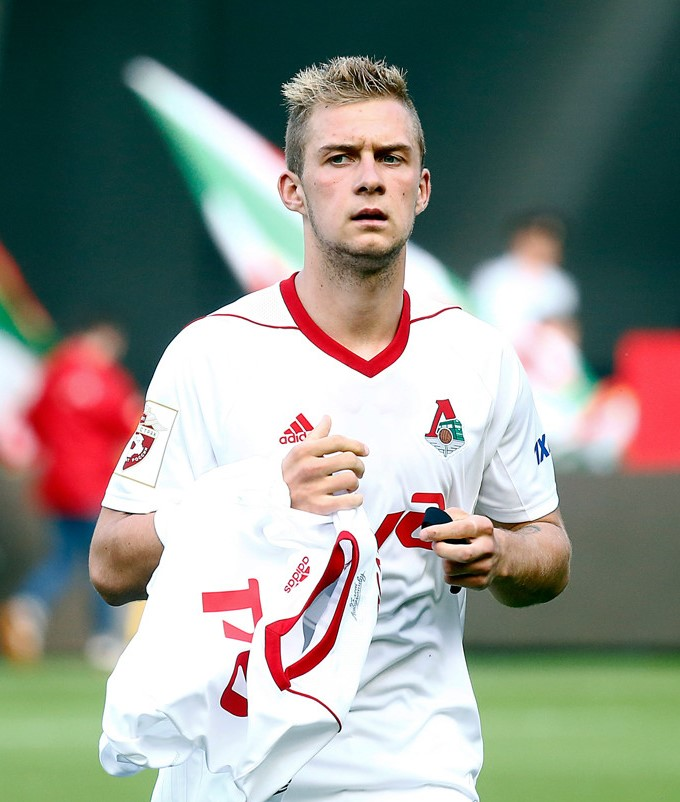
Barinov, è il capitano della Lokomotiv Mosca

La rosa tratta dal sito ufficiale.
| N. |                    | Ruolo | Calciatore                 |
| -- | ------------------ | ----- | -------------------------- |
| 1  | Russia (bandiera)  | P     | Guilherme (vice capitano)  |
| 3  | Brasile (bandiera) | D     | Lucas Fasson               |
| 4  | Russia (bandiera)  | D     | Stanislav Magkeev          |
| 5  | Russia (bandiera)  | C     | Konstantin Maradišvili     |
| 5  | Francia (bandiera) | D     | Gerzino Nyamsi             |
| 6  | Russia (bandiera)  | C     | Dmitrij Barinov (capitano) |
| 7  | Russia (bandiera)  | A     | Artëm Dzjuba               |
| 8  | Russia (bandiera)  | A     | Vladislav Sarveli          |
| 9  | Russia (bandiera)  | A     | Sergej Pinjaev             |
| 10 | Francia (bandiera) | A     | Wilson Isidor              |
| 11 | Russia (bandiera)  | C     | Anton Mirančuk             |
| 15 | Russia (bandiera)  | A     | Maksim Glušenkov           |
| 17 | Russia (bandiera)  | C     | Rifat Žemaletdinov         |
| 20 | Russia (bandiera)  | D     | Ivan Kuz'mičëv             |
| 21 | Albania (bandiera) | D     | Mario Mitaj                |

| N. |                                 | Ruolo | Calciatore         |
| -- | ------------------------------- | ----- | ------------------ |
| 22 | Russia (bandiera)               | P     | Il'ja Lantratov    |
| 23 | Russia (bandiera)               | C     | Michail Ščetinin   |
| 24 | Russia (bandiera)               | D     | Maksim Nenachov    |
| 27 | Russia (bandiera)               | A     | Vadim Rakov        |
| 45 | Russia (bandiera)               | D     | Aleksandr Siljanov |
| 53 | Russia (bandiera)               | P     | Daniil Chudjakov   |
| 59 | Russia (bandiera)               | D     | Egor Pogostnov     |
| 69 | Russia (bandiera)               | C     | Daniil Kulikov     |
| 71 | Armenia (bandiera)              | D     | Nair Tiknizyan     |
| 77 | Russia (bandiera)               | D     | Il'ja Samošnikov   |
| 85 | Russia (bandiera)               | D     | Evgenij Morozov    |
| 93 | Russia (bandiera)               | C     | Artëm Karpukas     |
| 94 | Russia (bandiera)               | C     | Dmitrij Rybčinskij |
| 97 | Bosnia ed Erzegovina (bandiera) | A     | Saïd Hamulić       |
| 99 | Russia (bandiera)               | A     | Timur Sulejmanov   |

## Calciomercato

### Sessione estiva
| Acquisti         | Acquisti           | Acquisti               | Acquisti                         |
| R.               | Nome               | da                     | Modalità                         |
| ---------------- | ------------------ | ---------------------- | -------------------------------- |
| D                | Evgenij Morozov    | Fakel Voronež          | fine prestito                    |
| D                | Il'ja Samošnikov   | Rubin                  | gratuito                         |
| A                | Vladislav Sarveli  | Soči                   | definitivo (1 milione €)         |
| A                | Timur Sulejmanov   | Pari Nižnij Novgorod   | prestito oneroso (0,1 milioni €) |
| Altre operazioni |                    |                        |                                  |
| R.               | Nome               | da                     | Modalità                         |
| D                | Tin Jedvaj         | Al-Ain                 | fine prestito                    |
| D                | Mark Mampassi      | Antalyaspor            | fine prestito                    |
| D                | Aleksandr Siljanov | Rostov                 | fine prestito                    |
| C                | Sergej Babkin      | Kryl'ja Sovetov Samara | fine prestito                    |
| C                | Il'ja Berkovskij   | Pari Nižnij Novgorod   | fine prestito                    |
| C                | Andrej Nikitin     | Ufa                    | fine prestito                    |
| C                | Maksim Petrov      | Alanija Vladikavkaz    | fine prestito                    |
| C                | Dmitrij Rybčinskij | Pari Nižnij Novgorod   | fine prestito                    |
| A                | Jan Kuchta         | Sparta Praga           | fine prestito                    |
| A                | Pedrinho           | San Paolo              | fine prestito                    |
| A                | Marko Rakonjac     | Stella Rossa           | fine prestito                    |

| Cessioni         | Cessioni            | Cessioni               | Cessioni                          |
| R.               | Nome                | a                      | Modalità                          |
| ---------------- | ------------------- | ---------------------- | --------------------------------- |
| D                | Germán Conti        | Colón (SF)             | prestito oneroso (0,2 milioni €)  |
| D                | Igor' Smol'nikov    |                        | svincolato                        |
| D                | Dmitrij Živogljadov | Pari Nižnij Novgorod   | gratuito                          |
| A                | Ivan Ignat'ev       | Soči                   | gratuito                          |
| A                | Wilson Isidor       | Zenit San Pietroburgo  | prestito oneroso (1,35 milioni €) |
| A                | François Kamano     |                        | svincolato                        |
| Altre operazioni |                     |                        |                                   |
| R.               | Nome                | a                      | Modalità                          |
| P                | Andrej Savin        | Tjumen'                | gratuito                          |
| D                | Tin Jedvaj          | Panathīnaïkos          | prestito                          |
| D                | Mark Mampassi       | Kortrijk               | prestito                          |
| C                | Sergej Babkin       | Kryl'ja Sovetov Samara | definitivo (0,36 milioni €)       |
| C                | Il'ja Berkovskij    | Chimki                 | prestito                          |
| C                | Andrej Nikitin      | SKA-Chabarovsk         | prestito                          |
| C                | Maksim Petrov       | Neftechimik            | definitivo (0,03 milioni €)       |
| C                | Abdula Bagamaev     | Fakel Voronež          | gratuito                          |
| A                | Jan Kuchta          | Sparta Praga           | definitivo (2,5 milioni €)        |
| A                | Pedrinho            | América-MG             | prestito                          |
| A                | Marko Rakonjac      | TSC Bačka Topola       | prestito                          |

### Sessione invernale
| Acquisti         | Acquisti        | Acquisti               | Acquisti                          |
| R.               | Nome            | da                     | Modalità                          |
| ---------------- | --------------- | ---------------------- | --------------------------------- |
| C                | Gerzino Nyamsi  | Strasburgo             | definitivo (3,5 milioni €)        |
| A                | Saïd Hamulić    | Tolosa                 | prestito oneroso (0,05 milioni €) |
| Altre operazioni |                 |                        |                                   |
| R.               | Nome            | da                     | Modalità                          |
| D                | Germán Conti    | Colón (SF)             | fine prestito                     |
| C                | Nikita Saltykov | Kryl'ja Sovetov Samara | definitivo (0,35 milioni €)       |
| A                | Pedrinho        | América-MG             | fine prestito                     |

| Cessioni         | Cessioni               | Cessioni               | Cessioni                    |
| R.               | Nome                   | a                      | Modalità                    |
| ---------------- | ---------------------- | ---------------------- | --------------------------- |
| D                | Ivan Kuz'mičëv         | Torpedo Mosca          | prestito                    |
| C                | Daniil Kulikov         | Rodina Mosca           | gratuito                    |
| C                | Konstantin Maradišvili | Pari Nižnij Novgorod   | prestito                    |
| C                | Dmitrij Rybčinskij     | Baltika                | prestito                    |
| Altre operazioni |                        |                        |                             |
| R.               | Nome                   | a                      | Modalità                    |
| D                | Germán Conti           | Racing Club            | definitivo (0,9 milioni €)  |
| C                | Nikita Saltykov        | Kryl'ja Sovetov Samara | prestito                    |
| A                | Kirill Nikišin         | Tjumen'                | definitivo (0,07 milioni €) |
| A                | Pedrinho               | Santos                 | prestito                    |

## Risultati

### Prem'er-Liga

#### Girone di andata
| Arbitro: | Bezborodov (San Pietroburgo) |

|                          |           |                     |
| Tiknizyan 23’ Isidor 88’ | Marcatori | 3’ Daku 58’ Fameyeh |

| Arbitro: | Kazarcev (San Pietroburgo) |

|            |           |                                           |
| Markov 33’ | Marcatori | 12’ Dzjuba 60’, 89’ Tiknizyan 67’ Pinjaev |

| Arbitro: | Levnikov (San Pietroburgo) |

|                                            |           |               |
| Čalov 29’ (rig.) Gajić 31’ Muchin 55’, 63’ | Marcatori | 62’ Pogostnov |

| Arbitro: | Kukujan (Soči) |

|                   |           |               |
| Maradišvili 90+3’ | Marcatori | 86’ Rasskazov |

| Arbitro: | Kukuljak (Kaluga) |

|              |           |                |
| Achmetov 47’ | Marcatori | 90+7’ Mirančuk |

| Arbitro: | Suchoj (Ljubercy) |

|  |           |               |
|  | Marcatori | 57’ Glušenkov |

| Arbitro: | Ljubimov (San Pietroburgo) |

|                                    |           |                         |
| Dzjuba 9’ Mirančuk 17’ Barinov 34’ | Marcatori | 50’ Guzina 65’ Prjachin |

| Arbitro: | Fëdorov (Petrozavodsk) |

|  |           |                          |
|  | Marcatori | 85’ Bašić 90+3’ Vorob'ëv |

| Arbitro: | Moskalëv (Voronež) |

|               |           |                               |
| Cassierra 22’ | Marcatori | 60’ Glušenkov 90+1’ Tiknizyan |

| Arbitro: | Bezborodov (San Pietroburgo) |

|                  |           |  |
| Žemaletdinov 83’ | Marcatori |  |

| Arbitro: | Karasëv (Mosca) |

|                        |           |                            |
| Begić 12’ Bicfalvi 53’ | Marcatori | 5’ Dzjuba 90+6’ Sulejmanov |

| Mosca 21 ottobre 2023, ore 16:30 MSK 12ª giornata | Lokomotiv Mosca         | 0 – 0 referto | Dinamo Mosca | RŽD Arena (9 842 spett.)\| Arbitro: \| Ivanov (Rostov sul Don) \| |
| Arbitro:                                          | Ivanov (Rostov sul Don) |               |              |                                                                   |

| Arbitro: | Suchoj (Ljubercy) |

|             |           |  |
| Ščetinin 3’ | Marcatori |  |

| Arbitro: | Kukujan (Soči) |

|            |           |                 |
| Dzjuba 64’ | Marcatori | 53’ Zin'kovskij |

| Arbitro: | Kukuljak (Kaluga) |

|                              |           |                   |
| Glušenkov 80’ Sulejmanov 81’ | Marcatori | 66’ (rig.) Konaté |

#### Girone di ritorno
| Arbitro: | Kazarcev (San Pietroburgo) |

|                                                  |           |                                   |
| Costanza 32’ Pisarskij 90+4’ Garré 90+12’ (rig.) | Marcatori | 30’ Pinjaev 62’, 84’ Žemaletdinov |

| Arbitro: | Suchoj (Ljubercy) |

|                                                |           |               |
| Keržakov 8’ (aut.) Glušenkov 60’ Tiknizyan 88’ | Marcatori | 41’ Cassierra |

| Arbitro: | Čistjakov (Azov) |

|                             |           |  |
| Morozov 18’ Tiknizyan 90+2’ | Marcatori |  |

| Arbitro: | Levnikov (San Pietroburgo) |

|                         |           |                  |
| Bitello 12’ Makarov 58’ | Marcatori | 85’ Žemaletdinov |

| Arbitro: | Čeban (Mosca) |

|                               |           |                        |
| Žemaletdinov 2’ Glušenkov 42’ | Marcatori | 4’ Jusupov 51’ Marcelo |

| Arbitro: | Cyganok (Vladivostok) |

|                                  |           |                                                     |
| Kalinskij 35’ (rig.), 58’ (rig.) | Marcatori | 76’ Sulejmanov 90+2’ (rig.) Mirančuk 90+6’ Siljanov |

| Arbitro: | Bezborodov (San Pietroburgo) |

|               |           |                       |
| Glušenkov 81’ | Marcatori | 10’ (aut.) Sulejmanov |

| Arbitro: | Kazarcev (San Pietroburgo) |

|  |           |                                 |
|  | Marcatori | 21’ (rig.) Mirančuk 58’ Pinjaev |

| Arbitro: | Karasëv (Mosca) |

|                                       |           |                                      |
| Samošnikov 44’ Morozov 55’ Fasson 64’ | Marcatori | 53’ Musaev 80’ Zabolotnyj 87’ Agapov |

| Arbitro: | Kukujan (Kaluga) |

|          |           |             |
| Vada 21’ | Marcatori | 43’ Barinov |

| Arbitro: | Levnikov (San Pietroburgo) |

|                                              |           |                            |
| Bongonda 44’ (rig.) Medina 56’ Chlusevič 67’ | Marcatori | 51’ Sulejmanov 71’ Sarveli |

| Arbitro: | Kukujan (Kaluga) |

|             |           |  |
| Mirančuk 5’ | Marcatori |  |

| Arbitro: | Bobrovskij (San Pietroburgo) |

|  |           |                          |
|  | Marcatori | 8’ Batrakov 62’ Siljanov |

| Arbitro: | Meškov (Dmitrov) |

|                     |           |  |
| Sulejmanov 11’, 53’ | Marcatori |  |

| Arbitro: | Bezborodov (San Pietroburgo) |

|                      |           |                                         |
| Lisakovič 76’ (rig.) | Marcatori | 8’ Mirančuk 66’ Karpukas 88’ Sulejmanov |

### Coppa di Russia

#### Fase a gironi
| Arbitro: | Fëdorov (Petrozavodsk) |

|                          |           |           |
| Isidor 35’ Tiknizyan 49’ | Marcatori | 8’ Ajupov |

| Arbitro: | Moskalёv (Voronež) |

|  |           |              |
|  | Marcatori | 10’ Mirančuk |

| Arbitro: | Bezborodov (San Pietroburgo) |

|                            |           |               |
| Golenkov 24’ Vachanija 37’ | Marcatori | 71’ Glušenkov |

| Arbitro: | Karasëv (Mosca) |

|                                      |                      |                                       |
| Schettine Bicfalvi Miškić Sungatulin | Tiri di rigore 4 – 2 | Mitaj Glušenkov Žemaletdinov Siljanov |

| Arbitro: | Ljubimov (San Pietroburgo) |

|                                           |           |              |
| Sulejmanov 34’ Mirančuk 39’ Glušenkov 59’ | Marcatori | 89’ Osipenko |

| Arbitro: | Opejkina (Soči) |

|                                       |           |  |
| Tiknizyan 9’ Mirančuk 26’ Sarveli 37’ | Marcatori |  |

#### Fase a eliminazione diretta
| Arbitro: | Čeban (Mosca) |

|                           |           |                       |
| Avanesyan 65’ Gassama 70’ | Marcatori | 16’, 90+3’ Sulejmanov |

| Arbitro: | Čistjakov (Azov) |

|                                                                    |                      |                                                              |
| Tiknizyan 3’                                                       | Marcatori            | 52’ Kozlov                                                   |
| Mirančuk Sulejmanov Barinov Nenachov Dzjuba Nyamsi Morozov Pinjaev | Tiri di rigore 6 – 7 | Žirov Kaplenka Bistrović Kuz'min Fameyeh Andrade Kozlov Luna |

| Arbitro: | Levnikov (San Pietroburgo) |

|             |           |  |
| Emmerson 7’ | Marcatori |  |

## Statistiche

### Statistiche di squadra
| Competizione    | Punti | In casa | In casa | In casa | In casa | In casa | In casa | In trasferta | In trasferta | In trasferta | In trasferta | In trasferta | In trasferta | Totale | Totale | Totale | Totale | Totale | Totale | DR  |
| Competizione    | Punti | G       | V       | N       | P       | Gf      | Gs      | G            | V            | N            | P            | Gf           | Gs           | G      | V      | N      | P      | Gf     | Gs     | DR  |
| --------------- | ----- | ------- | ------- | ------- | ------- | ------- | ------- | ------------ | ------------ | ------------ | ------------ | ------------ | ------------ | ------ | ------ | ------ | ------ | ------ | ------ | --- |
| Prem'er-Liga    | 53    | 15      | 7       | 7       | 1       | 24      | 16      | 15           | 7            | 4            | 4            | 28           | 32           | 30     | 14     | 11     | 5      | 52     | 38     | +14 |
| Coppa di Russia | 13    | 4       | 3       | 1       | 0       | 9       | 3       | 5            | 1            | 2            | 2            | 4            | 5            | 9      | 4      | 3      | 2      | 13     | 8      | +5  |
| Totale          | -     | 19      | 10      | 8       | 1       | 33      | 19      | 20           | 8            | 6            | 6            | 32           | 27           | 39     | 18     | 14     | 7      | 65     | 46     | +19 |

### Andamento in campionato
| Giornata  | 1 | 2 | 3 | 4 | 5  | 6 | 7 | 8 | 9 | 10 | 11 | 12 | 13 | 14 | 15 | 16 | 17 | 18 | 19 | 20 | 21 | 22 | 23 | 24 | 25 | 26 | 27 | 28 | 29 | 30 |
| --------- | - | - | - | - | -- | - | - | - | - | -- | -- | -- | -- | -- | -- | -- | -- | -- | -- | -- | -- | -- | -- | -- | -- | -- | -- | -- | -- | -- |
| Luogo     | C | T | T | C | T  | T | C | C | T | C  | T  | C  | T  | C  | C  | T  | C  | C  | T  | C  | T  | C  | T  | C  | T  | T  | T  | C  | C  | T  |
| Risultato | N | V | N | N | N  | V | V | P | V | V  | N  | N  | P  | N  | V  | N  | V  | V  | P  | N  | V  | N  | V  | N  | N  | P  | V  | V  | V  | V  |
| Posizione | 8 | 3 | 8 | 9 | 11 | 8 | 6 | 8 | 5 | 3  | 4  | 5  | 8  | 7  | 7  | 8  | 6  | 4  | 5  | 5  | 5  | 5  | 5  | 5  | 5  | 5  | 4  | 4  | 4  | 4  |

Legenda:

Luogo: C = Casa; T = Trasferta. Risultato: V = Vittoria; N = Pareggio; P = Sconfitta.

### Statistiche dei giocatori
In corsivo i calciatori che hanno lasciato la squadra a stagione in corso.
| Giocatore       | Prem'er-Liga | Prem'er-Liga | Prem'er-Liga | Prem'er-Liga | Coppa di Russia | Coppa di Russia | Coppa di Russia | Coppa di Russia | Totale   | Totale | Totale      | Totale     |
| Giocatore       | Presenze     | Reti         | Ammonizioni  | Espulsioni   | Presenze        | Reti            | Ammonizioni     | Espulsioni      | Presenze | Reti   | Ammonizioni | Espulsioni |
| --------------- | ------------ | ------------ | ------------ | ------------ | --------------- | --------------- | --------------- | --------------- | -------- | ------ | ----------- | ---------- |
| D. Barinov      | 27           | 2            | 8            | 0            | 5               | 0               | 3               | 0               | 32       | 2      | 11          | 0          |
| A. Batrakov     | 5            | 1            | 1            | 0            | 1               | 0               | 0               | 0               | 6        | 1      | 1           | 0          |
| D. Chudjakov    | 0            | -0           | 0            | 0            | 0               | -0              | 0               | 0               | 0        | -0     | 0           | 0          |
| A. Dzjuba       | 21           | 4            | 3            | 0            | 5               | 0               | 0               | 0               | 26       | 4      | 3           | 0          |
| L. Fasson       | 21           | 1            | 3            | 0            | 7               | 0               | 0               | 0               | 28       | 1      | 3           | 0          |
| M. Glušenkov    | 29           | 6            | 4            | 0            | 9               | 2               | 1               | 0               | 38       | 8      | 5           | 0          |
| Guilherme       | 0            | -0           | 0            | 0            | 5               | -5              | 0               | 0               | 5        | -5     | 0           | 0          |
| S. Hamulić      | 1            | 0            | 0            | 0            | 0               | 0               | 0               | 0               | 1        | 0      | 0           | 0          |
| W. Isidor       | 4            | 1            | 1            | 0            | 2               | 1               | 0               | 0               | 6        | 2      | 1           | 0          |
| A. Karpukas     | 23           | 1            | 6            | 1            | 7               | 0               | 0               | 0               | 30       | 1      | 6           | 1          |
| D. Kulikov      | 4            | 0            | 0            | 0            | 3               | 0               | 1               | 0               | 7        | 0      | 1           | 0          |
| I. Kuz'mičëv    | 3            | 0            | 0            | 0            | 3               | 0               | 1               | 0               | 6        | 0      | 1           | 0          |
| I. Lantratov    | 30           | -38          | 2            | 0            | 4               | -3              | 0               | 0               | 34       | -41    | 2           | 0          |
| S. Magkeev      | 0            | 0            | 0            | 0            | 0               | 0               | 0               | 0               | 0        | 0      | 0           | 0          |
| K. Maradišvili  | 8            | 1            | 2            | 0            | 6               | 0               | 1               | 0               | 14       | 1      | 3           | 0          |
| A. Mirančuk     | 29           | 6            | 3            | 0            | 9               | 3               | 1               | 0               | 38       | 9      | 4           | 0          |
| M. Mitaj        | 21           | 0            | 4            | 0            | 6               | 0               | 0               | 0               | 27       | 0      | 4           | 0          |
| E. Morozov      | 25           | 2            | 6            | 0            | 6               | 0               | 3               | 0               | 31       | 2      | 9           | 0          |
| M. Nenachov     | 26           | 0            | 5            | 0            | 5               | 0               | 2               | 0               | 31       | 0      | 7           | 0          |
| G. Nyamsi       | 8            | 0            | 2            | 0            | 1               | 0               | 1               | 0               | 9        | 0      | 3           | 0          |
| S. Pinjaev      | 29           | 3            | 4            | 0            | 9               | 0               | 0               | 0               | 38       | 3      | 4           | 0          |
| E. Pogostnov    | 4            | 1            | 1            | 0            | 1               | 0               | 0               | 0               | 5        | 1      | 1           | 0          |
| V. Rakov        | 1            | 0            | 0            | 0            | 3               | 0               | 0               | 0               | 4        | 0      | 0           | 0          |
| D. Rybčinskij   | 8            | 0            | 1            | 0            | 5               | 0               | 0               | 0               | 13       | 0      | 1           | 0          |
| I. Samošnikov   | 28           | 1            | 2            | 0            | 7               | 0               | 2               | 0               | 35       | 1      | 4           | 0          |
| V. Sarveli      | 15           | 1            | 0            | 0            | 5               | 1               | 1               | 0               | 20       | 2      | 1           | 0          |
| M. Ščetinin     | 0            | 0            | 0            | 0            | 3               | 0               | 0               | 0               | 3        | 0      | 0           | 0          |
| A. Siljanov     | 23           | 2            | 3            | 0            | 5               | 0               | 0               | 0               | 28       | 2      | 3           | 0          |
| T. Sulejmanov   | 22           | 7            | 3            | 0            | 5               | 3               | 0               | 0               | 27       | 10     | 3           | 0          |
| N. Tiknizyan    | 22           | 5            | 5            | 2            | 8               | 3               | 0               | 0               | 30       | 8      | 5           | 2          |
| R. Žemaletdinov | 20           | 5            | 2            | 0            | 6               | 0               | 1               | 0               | 26       | 5      | 3           | 0          |